# Brzanka (potok)
Brzanka – potok, lewy dopływ Białej o długości 4,83 km i powierzchni zlewni 6,16 km².
Źródła potoku znajdują się na wysokości około 465 m n.p.m. w miejscowości Brzana Górna. Spływa w południowo-wschodnim kierunku przez miejscowości Brzana Górna, Brzana Dolna i Bobowa. W tej ostatniej uchodzi do Białej na wysokości 268 m. Jego dopływami są bezimienne potoki.
Cała zlewnia Brzanki znajduje się na Pogórzu Rożnowskim. Wzdłuż biegu Brzanki prowadzi droga.